# Gloria Edelstein
Gloria Edelstein es una docente argentina.

## Carrera profesional
Ingresa en la docencia universitaria en la facultad de Filosofía de la Universidad Nacional de Córdoba en 1964. Es cesanteada en 1975 con la intervención a la facultad. Hasta su reincorporación a la universidad  en 1984, Gloria desarrolla una intensa labor en escuelas de contextos sociales desfavorecidos. Cuando se reincorpora a la docencia universitarias emprende un significativo trabajo con otras facultades (como las de Agronomía y Medicina), coordinando procesos de renovación curricular, cambios de planes de estudio, colaborando con los procesos de institucionalización y democratización de esos espacios. Promueve así una intensa labor con profesionales de distintos campos del saber para la resolución de complejas cuestiones que vinculan la Universidad a la sociedad, por ejemplo, el proyecto en la Facultad de Agronomía “Con los pies en la tierra”.
Desde 1988, coordina la cátedra Metodología, Observación y Práctica de la Enseñanza (MOPE, hoy Seminario Taller de Práctica y Residencia para la Formación Docente); continuando la propuesta de María Saleme de Burnichón. 
Se desempeñó como Directora de la Escuela de Ciencias de la Educación durante los períodos 1990-1992 y 1992-1994; como Consejera por los profesores titulares ante el Consejo Asesor de la Escuela de Ciencias de la Educación durante el período 1996-1998; y como Consejera titular por los profesores titulares ante el consejo directivo en los períodos 1988-1990 y 2002-2004. Fue decana de la Facultad de Filosofía y Humanidades de la Universidad Nacional de Córdoba entre 2008 y 2011. Es actualmente docente responsable del Taller “Análisis de las prácticas de la enseñanza” de la especialización docente universitaria de la Universidad Nacional de La Plata.